# Centropappus brunonis
Centropappus brunonis là một loài thực vật có hoa trong họ Cúc.